# Fengmu, Chongqing
Fengmu (kinesiska: 枫木) är en köping i sydvästra Kina. Den ligger i Shizhu härad i storstadsområdet Chongqing,  omkring 200 kilometer nordost om det centrala stadsdistriktet Yuzhong. Antalet invånare är 9 614. Befolkningen består av 4 633 kvinnor och 4 981 män. Barn under 15 år utgör 23,0 %, vuxna 15-64 år 65 %, och äldre över 65 år 10,0 %.